# 羅特山 (維也納)
48°10′52″N 16°16′21″E / 48.18111°N 16.27250°E
羅特山（德語：Roter Berg），是奧地利的山峰，位於該國東北部，由維也納負責管轄，屬於維也納林山的一部分，海拔高度262米，該山峰的綠地大部分仍是私有的。

## 图库

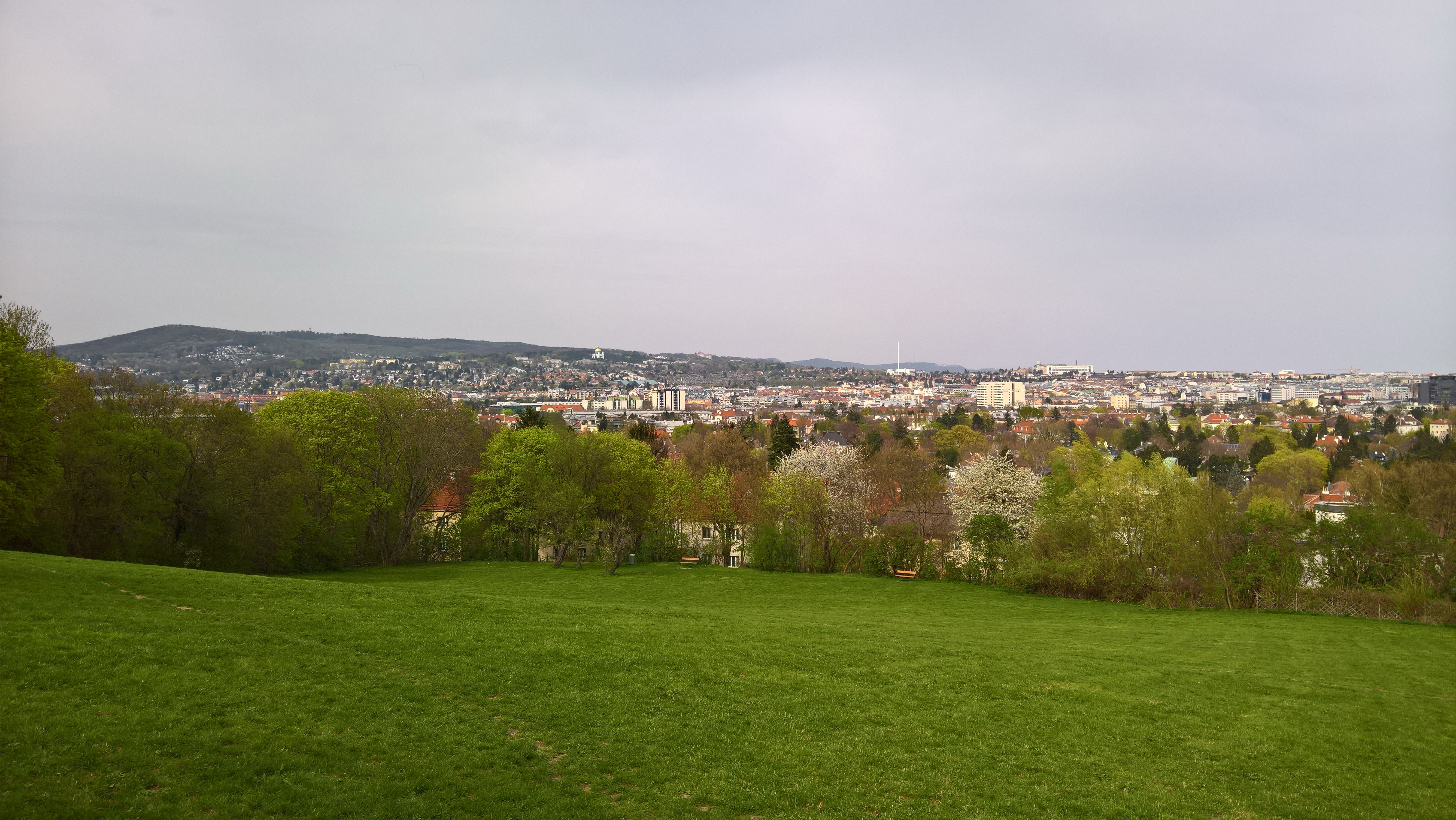

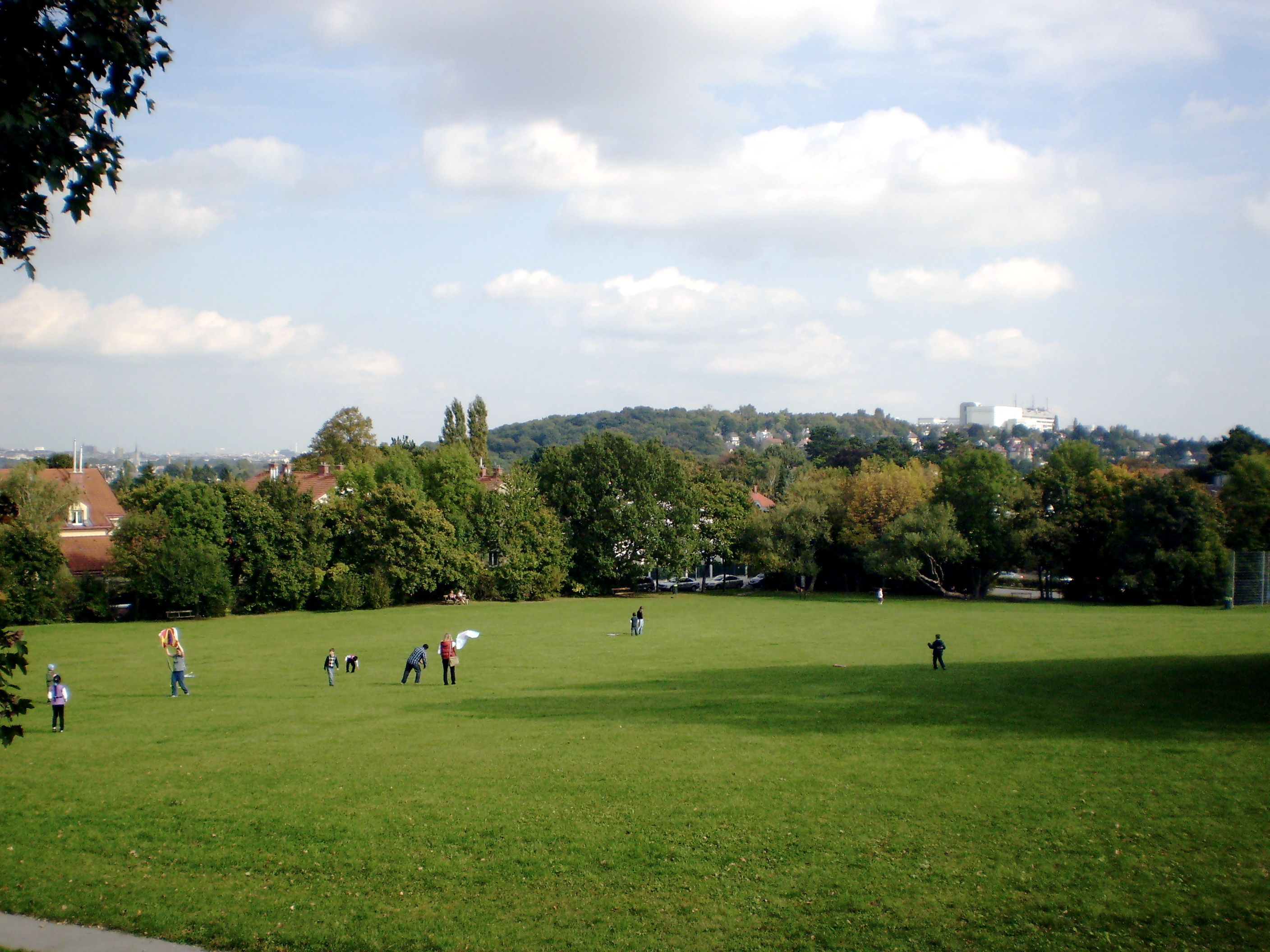

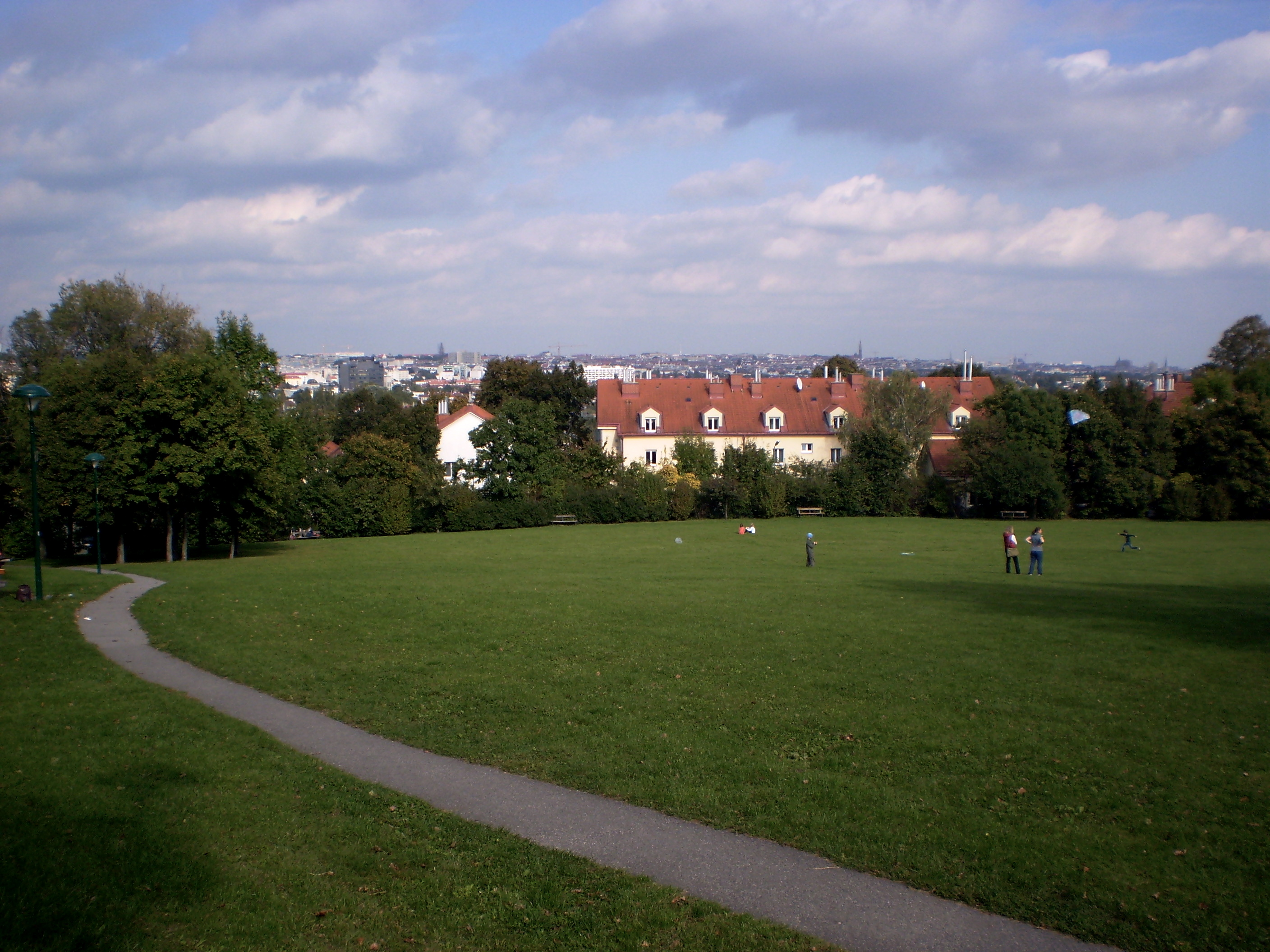

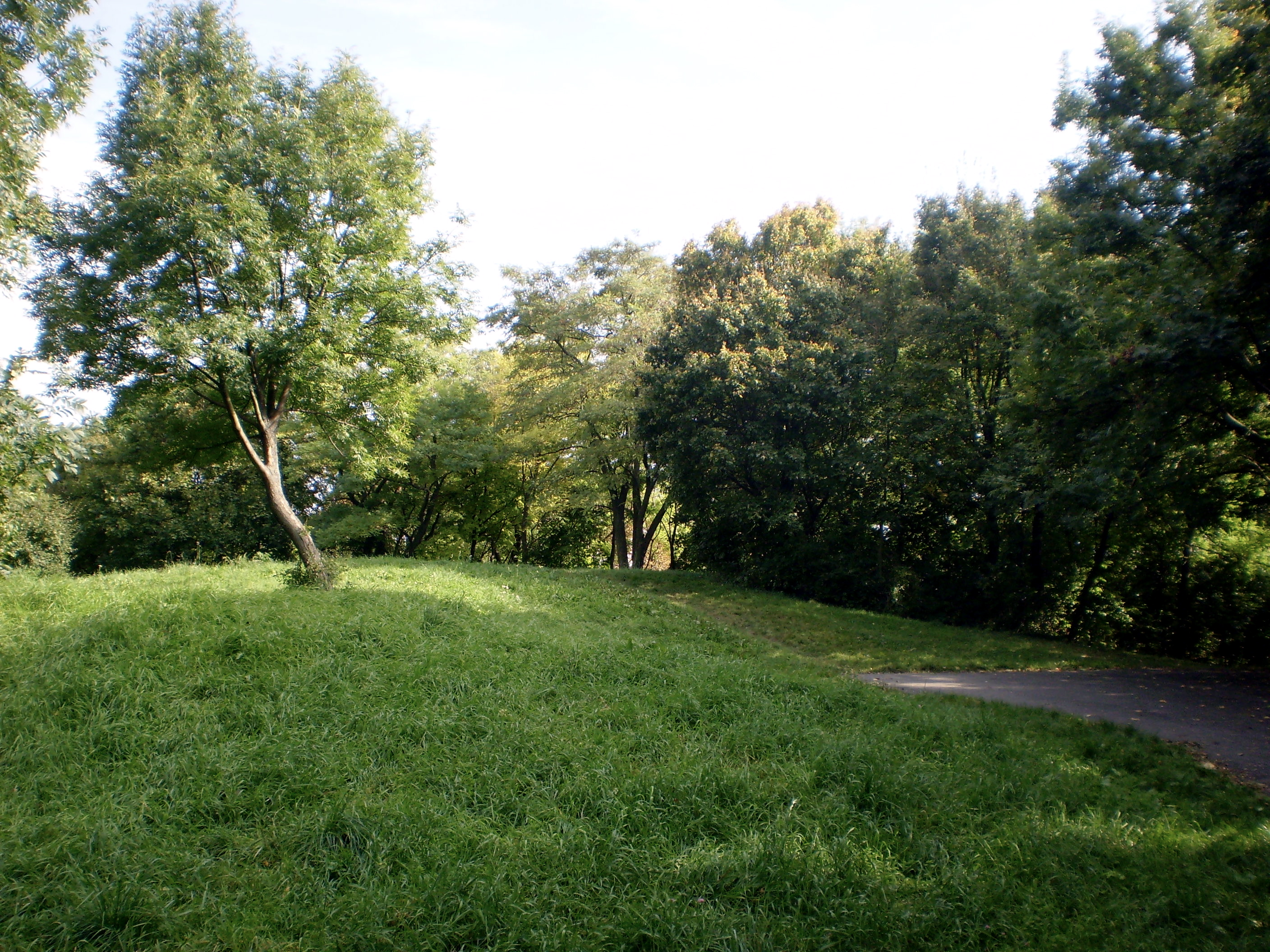